# Microctenochira brasiliensis
Microctenochira brasiliensis es una especie de insecto coleóptero de la familia Chrysomelidae. Fue descrita en 1999 por Swietojanska & Borowiec.